# Ângelo
Pour les articles homonymes, voir Angelo.
Ângelo est un patronyme et prénom masculin espagnol pouvant désigner :

## Patronyme
- Carolina Beatriz Ângelo (1878-1911), médecin et militante féministe portugaise
- Diego Ângelo (en) (né en 1986), joueur brésilien de football
- Ivan Ângelo (en) (né en 1936), écrivain brésilien
- Miguel Ângelo

## Prénom
- Ângelo Mariano de Almeida (en) (né en 1981), joueur brésilien de football
- Ângelo Angelin (en) (1935-2017), homme politique brésilien
- Ângelo Antônio (en) (né en 1964), acteur brésilien
- Ângelo Sampaio Benedetti (en) (né en 1981), joueur brésilien de football
- Ângelo Bonfietti (1926-2004), joueur brésilien de basket-ball
- Ângelo Carvalho (1925-2008), joueur portugais de football
- Ângelo Correia (en), homme politique portugais
- Miguel Ângelo Faria (en) (né en 1995), joueur portugais de football
- Ângelo Gabriel (né en 2004), joueur brésilien de football
- Ângelo Gammaro (en) (1895-1977), nageur olympique brésilien
- Ângelo Girão (né en 1989), gardien portugais de rink hockey
- Enemésio Ângelo Lazzaris (en) (1948-2020), évêque catholique brésilien
- Miguel Ângelo Lupi (1826-1883), peintre et professeur portugais
- Ângelo Martins (1930-2020), joueur portugais de football
- Ângelo Meneses (en) (né en 1993), joueur portugais de football
- Ângelo Carlos Muniz (en) (1798-1863), homme politique brésilien
- Ângelo Neto (en) (né en 1991), joueur brésilien de football
- Ângelo Marcos da Silva (en) (né en 1975), joueur brésilien de football
- Ângelo de Sousa (en) (1938-2011), peintre et sculpteur portugais
- Ângelo Paulino de Souza (en) (1953-2007), joueur brésilien de football
- Ângelo Taveira (en) (né en 2000), joueur portugais de football
- Ângelo Torres (en) (né en 1968), acteur portugais
- Ângelo Varela (en) (né en 1980), joueur portugais de football
- Ângelo Veloso (en) (1930-1990), homme politique portugais
- Ângelo Ricardo Versari (en) (né en 1984), joueur brésilien de football
- Ângelo Victoriano (né en 1968), joueur angolais de basket-ball